# Walter Außendorfer
Walter Außendorfer (Tires, 18 aprile 1939 – Tires, 27 ottobre 2019) è stato uno slittinista italiano.

## Biografia
Walter Außendorfer partecipò con la nazionale italiana ai Giochi olimpici di Innsbruck 1964 sia nella specialità del singolo, dove si classificò sedicesimo, che nel doppio, specialità in cui salì sul terzo gradino del podio, conquistando la medaglia di bronzo in coppia con Sigisfredo Mair.

## Palmarès

### Olimpiadi
- 1 medaglia:
  - 1 bronzo (doppio a Innsbruck 1964).